# Pokój westfalski

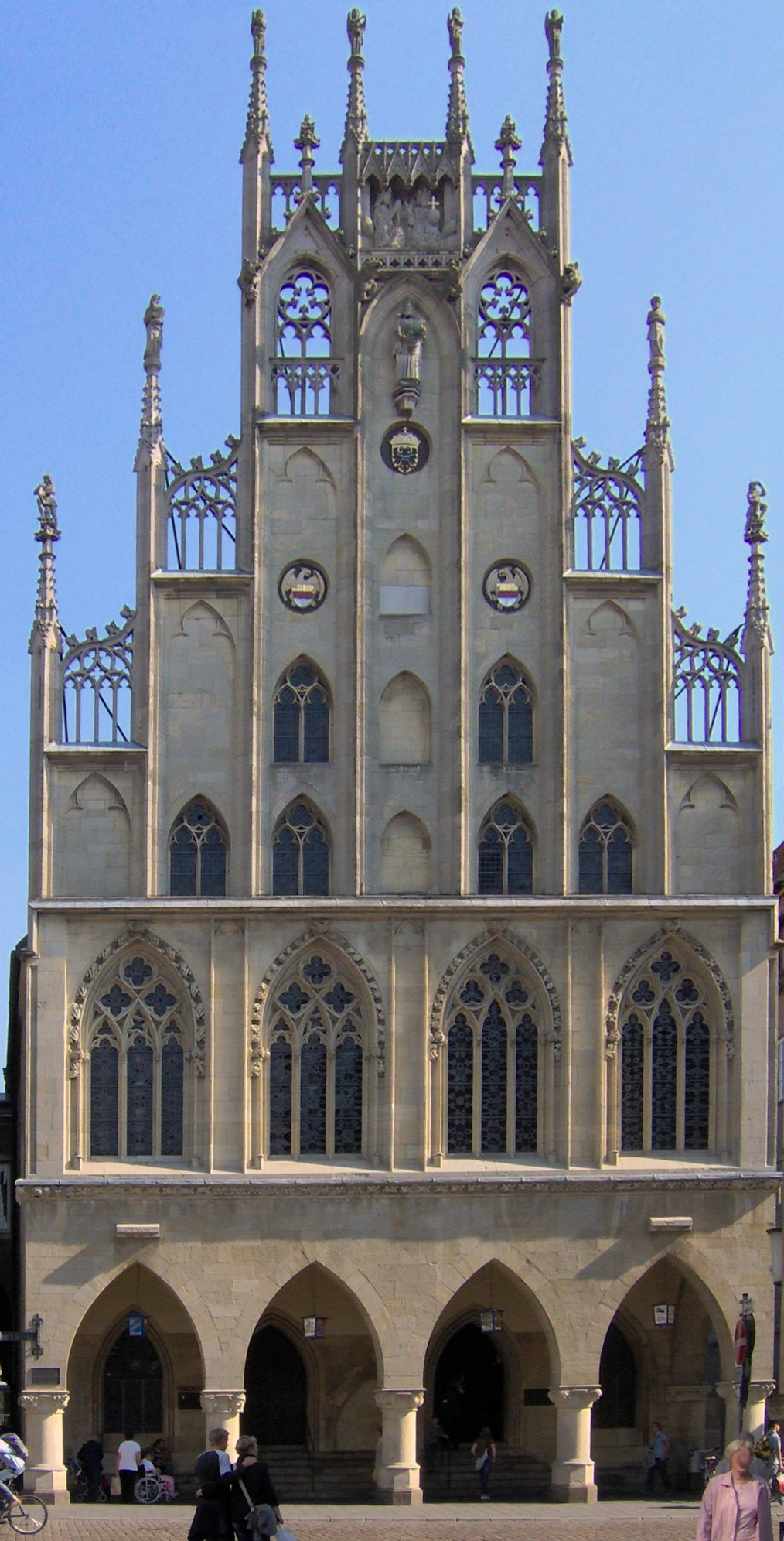
Ratusz w Münster – miejsce podpisania pokoju pomiędzy Cesarstwem i Francją

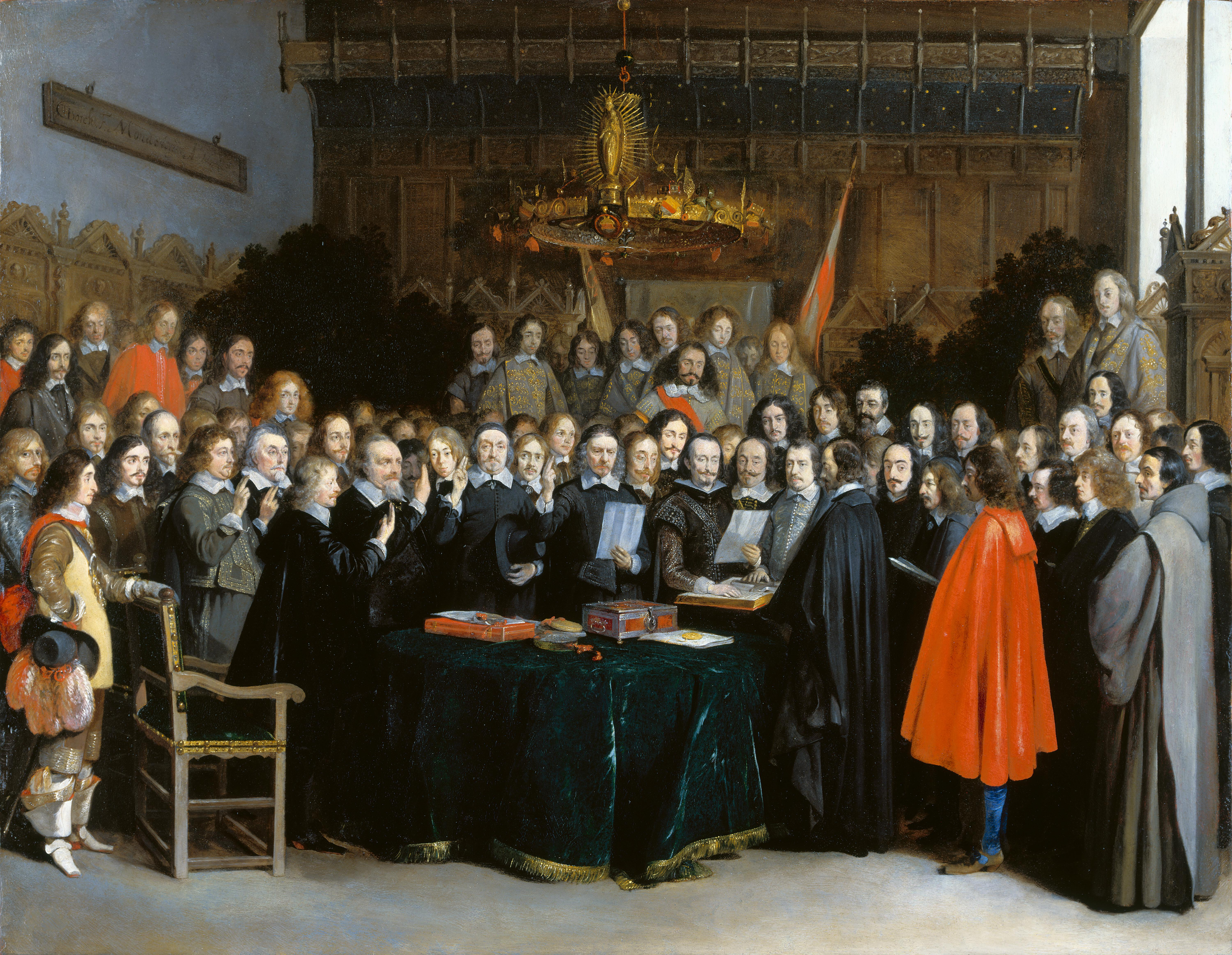
„Traktat pokojowy w Münster” (Gerard ter Borch, 1648)

Święte Cesarstwo Rzymskie w 1648

Pokój westfalski – wielostronny traktat pokojowy kończący wojnę trzydziestoletnią (1618–1648), zawarty 24 października 1648 pomiędzy Świętym Cesarstwem Rzymskim a Królestwem Francji (małoletniego Ludwika XIV zastępował w rządach pierwszy minister, kardynał Jules Mazarin) i jej sojusznikami w Münster oraz między Habsburgami a Szwecją w Osnabrücku. Jeden z najbardziej znaczących traktatów międzynarodowych w historii nowożytnej Europy.

## Postanowienia

### Kwestie terytoriów
- Święte Cesarstwo Rzymskie i Habsburgowie zrezygnowali na rzecz Królestwa Francji z: Górnej i Dolnej Alzacji, twierdz Breisach i Philippsburg oraz Sundgau
- Święte Cesarstwo Rzymskie zrezygnowało na rzecz Królestwa Francji z tzw. trzech biskupstw (diecezji Metzu, Toul i Verdun) w Lotaryngii (Francja uzyskała je już w 1559, ale pozostały formalnie częścią Starej Rzeszy do 1648)
- Święte Cesarstwo Rzymskie uznało niepodległość i pełną suwerenność Związku Szwajcarskiego
- książę-elektor Bawarii zwrócił Habsburgom austriackim Górną Austrię
- król szwedzki otrzymał Pomorze Przednie, wyspę Rugię, arcybiskupstwo Bremy (bez samego miasta Brema) biskupstwo Verden(inne języki) oraz prowincje Thedinghausen i Wildeshausen, tym samym król szwedzki został członkiem Rzeszy (ale głosy w Sejmie Rzeszy przysługujące biskupom Bremy i Verden otrzymał książę Brunszwika-Lüneburga, czyli Hanoweru)
- margrabia-elektor Brandenburgii otrzymał Pomorze Tylne i biskupstwo kamieńskie, a także arcybiskupstwo magdeburskie, biskupstwo Halberstadt(inne języki) i biskupstwo Minden(inne języki) jako rekompensatę za utratę Pomorza Przedniego
- zarówno król szwedzki, jak i elektor brandenburski otrzymali prawo posługiwania się insygniami książęcymi władców Pomorza
- książę Meklemburgii otrzymał biskupstwo Schwerin(inne języki)

### Kwestie pokoju religijnego w Rzeszy
- uznanie kalwinizmu za trzecie, obok katolicyzmu i luteranizmu, legalne wyznanie w Rzeszy
- ustanowienie, że w przypadku konwersji księcia Rzeszy, która nastąpiła po 1624, poddani owego władcy zachowują stare wyznanie
- luterańscy i kalwinistyczni administratorzy zsekularyzowanych państw kościelnych otrzymali prawo głosu w Sejmie Cesarstwa (w „ławie skośnej” – Querbank)
- potwierdzenie postanowień pokoju religijnego z 1555, unieważnienie edyktu restytucyjnego Ferdynanda II oraz pokoju praskiego z 1635

### Kwestie ustroju Rzeszy
- potwierdzenie aktu Ferdynanda III z 1644 – stany Rzeszy otrzymują prawo do samodzielnego zawierania sojuszy i wypowiadania wojen bez zgody cesarza rzymskiego, ale pod warunkiem, że ich działania nie będą wymierzone przeciw cesarzowi i Cesarstwu
- podział Palatynatu i godności elektorskiej palatyna reńskiego – Palatynat Górny zachował książę Bawarii, Palatynat Dolny otrzymał Karol Ludwik Wittelsbach, syn Fryderyka V (jako elektor otrzymał tytuł arcyskarbnika Świętego Cesarstwa Rzymskiego)
- zakaz dziedziczenia Palatynatu Dolnego przez elektorów Bawarii w razie wymarcia linii palatynackiej
- wolne miasta Rzeszy (miasta Rzeszy) uzyskały równe z książętami prawo głosu w Sejmie Cesarstwa
- ustalenie, że wszelkie traktaty, umowy i układy wymuszone na stanach Rzeszy siłą stają się nieważne
- potwierdzono prawa i przywileje cesarza, elektorów, książąt i innych stanów Rzeszy, potwierdzono wyłączne prawo Sejmu Cesarstwa do wypowiadania wojny i zawierania pokoju w imieniu całej Rzeszy, stanowieniu i interpretacji ogólnoniemieckich aktów prawnych, budowie zamków i twierdz, zarządzaniu poboru do armii cesarskiej (armii Rzeszy, nie armii Habsburgów jako władców Austrii), uchwalania podatków na rzecz cesarza i Cesarstwa
- traktat westfalski postulował także zwołanie Sejmu Cesarstwa w celu ustalenia reguł elekcji cesarza rzymskiego, reguł tworzenia nowych stanów Rzeszy, ustalenia stałej kapitulacji wyborczej cesarza i uregulowania innych bieżących spornych kwestii ustrojowych

### Kwestie polityczne
- król Francji otrzymał prawo do posyłania swojego przedstawiciela na obrady Sejmu Cesarstwa
- król Francji i król Szwecji zostali uznani gwarantami postanowień pokoju

## Skutki
- Pokój westfalski w 1648 był wielkim zwycięstwem Francji w jej wielowiekowej rywalizacji z dynastią Habsburgów. Król francuski stał się gwarantem pokoju, a więc także stanu ustrojowego w Cesarstwie, gwarantem słabości władzy cesarskiej (podobnie, w XVIII w. car Rosji będzie gwarantem słabości władzy królewskiej w Rzeczypospolitej Obojga Narodów).
- Pokój westfalski umacniał niemiecki partykularyzm polityczny i dodatkowo osłabiał cesarski autorytet, o którego wzmocnienie zabiegali Habsburgowie.
- Ostateczne fiasko walki Habsburgów z niemieckim protestantyzmem. Po 1648 w zasadzie nie będą już wybuchały wojny religijne.
- Habsburgowie hiszpańscy musieli ostatecznie przyzwolić na istnienie protestanckich, wolnych i niepodległych Niderlandów Północnych. W II połowie XVII w. głównym wrogiem Holandii stanie się Francja, a Hiszpania będzie nawet holenderskim sprzymierzeńcem.
- Widząc upadek swoich planów, Habsburgowie główną uwagę skupili na budowie scentralizowanego państwa absolutnego oraz zdecydowanej walce z reformacją w Austrii, Czechach i na Węgrzech.
- Francja uzyskała Alzację, krainę germańskojęzyczną (dialekt alemański). Alzacja, Lotaryngia i Kraj Saary będą przedmiotem sporów francusko-niemieckich aż do 1957 r.
- Wzrosło znaczenie elektorów saskiego i brandenburskiego, których pozycja na arenie międzynarodowej będzie się odtąd umacniać. Mimo anulowania pokoju praskiego Wettynowie zachowali Łużyce uzyskane w 1635, a Hohenzollernowie przejęli Pomorze Tylne. Będą teraz dążyć do połączenia go z posiadłościami w Prusach.
- Pomimo podziału Palatynatu katolicy zachowali większość głosów w Kurii Elektorów Rzeszy, co gwarantowało Habsburgom sukcesję tronu niemieckiego i cesarskiego.

## Znaczenie wojny trzydziestoletniej i pokoju westfalskiego
- Zwycięstwo monarchii absolutnych: największym zwycięzcą okazała się Francja. Upadła monarchia stanowa w Czechach. Rozpoczął się proces budowy monarchii absolutnych w Niemczech.
- Prawo wszystkich państw niemieckich do własnej polityki zagranicznej. Rzesza staje się luźnym związkiem państw.
- Dowód na nietrwałość pokoju augsburskiego, który wprowadzał wzajemną tolerancję tylko pomiędzy katolikami a luteranami, pomijał kalwinistów.
- Koniec wielkich konfliktów religijnych i trwały pluralizm religijny w Rzeszy.
- Wzrost znaczenia armii zawodowych.